# Erki Kivinukk
Erki Kivinukk (Tallinn, 6 febbraio 1973) è un ex cestista estone.

## Carriera
Con l'Estonia ha disputato i Campionati europei del 1993.